# Лабішин
Лабішин (пол. Łabiszyn, нім. Labischin) — місто в центральній Польщі, на річці Нотець.
Належить до Жнінського повіту Куявсько-Поморського воєводства.

## Демографія
Демографічна структура станом на 31 березня 2011 року:
|          | Загалом | Допрацездатний вік | Працездатний вік | Постпрацездатний вік |
| -------- | ------- | ------------------ | ---------------- | -------------------- |
| Чоловіки | 2252    | 480                | 1615             | 157                  |
| Жінки    | 2297    | 444                | 1442             | 411                  |
| Разом    | 4549    | 924                | 3057             | 568                  |